# AOL TV
AOL TV是由美國線上（AOL）在2006年6月推出的連網電視。它包含了一組連結到電視機的精簡客户端，以提供上網功能，以及網路線上服務。
该產品由美國線上公司所开发，目的在於與微軟提出的MSN TV競爭。